# Paenarthrobacter ureafaciens KI72
Paenarthrobacter ureafaciens KI72 — штамм бактерий Paenarthrobacter ureafaciens, способный приводить побочный продукт производства нейлона — 6-аминогексановую кислоту к биодеградации. Для этого штамм использует набор ферментов известный как нейлоназа.
В 1975 году группа японских ученых обнаружила штамм бактерий, живущих в прудах, содержащих сточные воды нейлоновой фабрики. Первоначально он был назван Achromobacter guttatus. Исследования, проведенные в 1977 году, показали, что три фермента, которые бактерии использовали для биодеградации побочных продуктов производства нейлона, значительно отличались от любых других ферментов, вырабатываемых любыми другими бактериями, и неэффективны для других материалов.
В 1980 году бактерия была переименована в Flavobacterium. В 2017 был расшифрован геном бактерий, после чего их переименовали в Arthrobacter. С 2016 года после реклассификации в базе данных таксономии генома значатся как штамм Paenarthrobacter ureafaciens.

## Использование для оспаривания аргументов креационистов
Открытие бактерий, питающихся нейлоном, используется для изучения и оспаривания аргументов креационистов, выдвигаемых ими против теории эволюции и естественного отбора. Эти бактерии способны производить новые ферменты, позволяющие им питаться побочными продуктами производства нейлона, которых не существовало до изобретения этого вещества в 1930-х годах. Наблюдения за этими адаптациями опровергают религиозные и псевдонаучные утверждения о том, что в геном нельзя добавить новую информацию и что белки слишком сложны, чтобы эволюционировать в результате мутаций и естественного отбора.